# Couloir humanitaire
Un couloir humanitaire ou corridor humanitaire est un espace établi dans une zone dévastée par la guerre, la crise ou une catastrophe pour permettre le passage d'une aide humanitaire. Le couloir humanitaire est une obligation découlant du droit humanitaire. Les Conventions de Genève de 1949, textes de référence du droit humanitaire, prévoient plusieurs obligations concernant les conflits internationaux. L’article 23 de la IVe Convention pose le principe du « libre passage de tout envoi de médicaments et de matériel sanitaire » ainsi que « des vivres indispensables, de vêtements et fortifiants » vers les populations civiles.

## Objectifs
Les principaux objectifs des couloirs humanitaires sont  :
- garantir aux réfugiés un voyage sûr et éviter les voyages des réfugiés sur les embarcations de la mort en mer Méditerranée ;
- lutter contre le commerce mortel des passeurs et des trafiquants d’êtres humains ;
- accorder à des personnes en « condition de vulnérabilité » (par exemple des victimes de persécutions, torture ou violence, des familles avec enfants, des femmes seules, des personnes âgées, des malades, des personnes handicapées) une entrée légale sur le territoire français dans le cadre d’une admission pour motif humanitaire ;
- permettre d’entrer en France de manière sûre pour soi et pour tous (les visas sont délivrés après des contrôles de la part des autorités françaises)[1].

## Genèse
Le nouveau succès enregistré par les « interventionnistes » est marqué par l'adoption, en date du 14 décembre 1990, de la résolution 45-100 de l'Assemblée générale, cette résolution consacrant l'idée des « couloirs humanitaires ». Les deux autres dates à retenir sont celles de la résolution 688/1991 du Conseil de Sécurité du 5 avril 1991, qui insiste pour que « l'Irak permette un accès immédiat des organisations humanitaires internationales à tous ceux qui ont besoin d'assistance... »  et la résolution Résolution 794 du Conseil de sécurité des Nations unies sur la Somalie.

## Les organismes prenants

### Le rôle déterminant de l’ONU
L’Assemblée générale des Nations unies (AG) a rédigé un texte symbolique sur la résolution 43/131 du 8 décembre 1988 intitulée « assistance humanitaire aux victimes de catastrophes naturelles ». Ce texte traite la question de l’accès aux couloirs humanitaires pour les victimes lors de conflits. La résolution rappelle également que l’aide fournie doit respecter les « principes d’humanité, de neutralité et d’impartialité ».
Si la résolution précédente énonçait des principes, la résolution 45/100 du 14 décembre 1990 évoque les modalités du respect de ces principes par la mise en place de « couloirs d’urgence humanitaire », consacrant ainsi la notion d’un droit de passage inoffensif à vocation humanitaire sur le territoire d’États. Cependant, malgré ces avancées significatives, ces textes ne manquent pas de rappeler l’attachement des États à la souveraineté et sont de plus dénués de force obligatoire.
« L’accès est une condition fondamentale de l’action et de la protection humanitaire » affirme le Secrétaire général de l’ONU. Il prend en compte les difficultés qui résistent pour assurer un accès aux populations. Il relève des obstacles techniques dus à l’environnement et au manque d’infrastructures dans certains pays, le blocage de l’accès par les combattants, et la difficulté de les identifier ou de pouvoir négocier avec eux un passage, rend impossible un accès sécurisé. Enfin, il dénonce le développement du banditisme et les obstacles bureaucratiques dressés par les autorités étatiques en termes de procédure administrative et de réglementation des importations de matériel. L’ONU prend en compte tous ces freins pour apporter par la suite des solutions.
L’autre rôle de l’ONU en dehors du côté institutionnel, et de lancer des appels pour la création de couloir humanitaire, et dans la plupart du temps c'est elle qui en crée.

### L'intervention des forces de paix
Les forces de paix représentent le deuxième acteur fondamental dans la mise en place de couloirs humanitaires.
Le couloir humanitaire est censé être « un droit de passage inoffensif », malgré cette notion la mise en place a souvent nécessité l’utilisation plus ou moins significative de la force armée : 
- Par exemple lors du conflit Yougoslave les résolutions 764 et 770 (1992), prévoient la neutralisation de l’aéroport de Sarajevo et mettent en place « des couloirs de sécurité » sous protection de la FORPRONU afin d’assurer la sécurité de l’aide transitant de l’aéroport vers la ville assiégée.
- Il y a également en 1992, l’ONUSOM déployée en Somalie se doit d’assurer la protection des convois humanitaires, la résolution 794 (1992) rendant possible si nécessaire le recours à la force.
- Autre exemple en 2006, la FINUL II est chargée de « fournir son assistance pour aider à assurer un accès humanitaire aux populations civiles ».

L'intervention des forces de maintien de la paix dans la sécurisation de l'aide humanitaire a pour projet de continuer dans la mesure où la résolution 1674 (2006) du Conseil de sécurité prévoit d’inclure de manière systématique dans les mandats « des dispositions visant à i) protéger les civils, […], ii) faciliter l’assistance humanitaire […] ».
Les forces de maintien de la paix s'imposent donc comme un acteur déterminant de la mise en place des couloirs humanitaires. Cependant, cette systématisation de l’autorisation du recours à la force même limité pour faciliter l’arrivée des organismes de secours auprès des populations civiles, si elle semble nécessaire dans le contexte conflictuel actuel, soulève un problème majeure. En effet, le risque est grand pour les organismes de secours de perdre une part de leur neutralité et de leur indépendance en devenant dépendant de la force armée même si celle-ci est légitimée par la communauté internationale.

## Actualité

### En France
Depuis 2011, 16 500 Syriens sont accueillis en France. Un « couloir humanitaire » depuis le Liban a été mis en place dans le cadre d'un accord entre l'État français et trois associations catholiques et deux protestantes.La France est le deuxième pays européen, après l'Italie, à mettre en place des « couloirs humanitaires » avec des associations chrétiennes. Le projet est intitulé : « Opération d’accueil solidaire de réfugiés en provenance du Liban ». La communauté Sant’Egidio, la Fédération protestante de France, la Fédération de l'Entraide protestante, la Conférence des évêques de France et le Secours catholique-Caritas France se sont mobilisés pour mettre en place un « corridor humanitaire » pour accueillir des réfugiés vulnérables ayant fui la Syrie. Cet accord signé en mars 2017 prévoit que les associations financent l'accueil des réfugiés tandis que l'État, lui, octroie des visas et la reconnaissance du statut de réfugié. Les organisations du projet s’engagent à fournir  :
- un hébergement et un accueil pendant la durée qui convient. Une fois arrivées en France, les personnes sont logées dans différentes maisons et structures d’accueil réparties sur tout le territoire national.
- un soutien économique pour le transfert en France (projet auto-financé)
- un accompagnement administratif aux personnes
- un accompagnement au processus d’intégration dans le pays. Il leur est offert une intégration dans le tissu social et culturel français (à travers l’apprentissage de la langue française, la scolarisation des mineurs, etc.)

L'État français a déjà accueilli depuis 2011 environ 16 500 réfugiés syriens, fuyant la guerre qui déchire leur pays. 343 511 personnes sont mortes sur le territoire syrien entre mi-mars 2011 et le début du mois de novembre 2017. Parmi elles figurent 102 618 civils, dont près de 19 000 enfants et 12 000 femmes,.
En 2022, Clélia Compas  cosigne une tribune sur l'Express, appelant la France à créer de nouveaux couloirs humanitaires.

### En Italie
En 2018, le premier couloir humanitaire qui relie l'Afrique et l'Italie a été inauguré. Jusqu'au mois de décembre 2018, des réfugiés érythréens, sud-soudanais et somaliens ayant fui la dictature en Érythrée (une indépendance de l’Éthiopie), arriveront en Italie grâce à ce dispositif. Le but étant de garantir à ces réfugiés un voyage sûr, légal, et le droit de demander l'asile.Il est encadré par trois associations : Caritas Italie, l’association Gandhi et la Communauté de Sant'Egidio. En plus d’un voyage sûr et légal, le projet prévoyait un parcours d’intégration d’une durée d’un an. 106 familles et 90 personnes ont été réparties dans 87 villes du nord au sud de l’Italie.L'objectif du couloir humanitaire étant d'aider les réfugiés à devenir autonomes en moins d'un an.
Les couloirs humanitaires sont entièrement financés par ses promoteurs. Le coût annuel des couloirs humanitaires est d'environ 1 million d'euros. Les principaux organisateurs sont la Communauté de Sant’Egidio, la Fédération des Églises évangéliques italiennes et l’Église vaudoise. Cette dernière fait notamment bénéficier les couloirs humanitaires du « Huit pour mille » qui est une part de l’impôt sur le revenu que les Italiens peuvent faire affecter à la confession religieuse de leur choix. L’Église vaudoise, alors qu’elle ne compte que 30 000 fidèles, reçoit ainsi la contribution de plus de 600 000 Italiens.
Cependant, l'arrivée des populistes au pouvoir en Italie restreint le nombre de visas accordés. Les dernières élections législatives ont vu une percée historique du mouvement antisystème M5S et de l'extrême droite. Ces derniers ont promis dans leurs programmes électoraux le rapatriement des clandestins dans leurs pays. En mars 2018, le pape François apporte son soutien au projet lors d'une visite auprès de la communauté catholique Sant'Egidio. Il encourage l'ouverture de corridors humanitaires et dénonce la peur des étrangers.« Continuez à ouvrir de nouveaux corridors humanitaires pour les réfugiés de la guerre et de la faim. Les pauvres sont votre trésor ». Il se prononce ensuite sur le contexte actuel en affirmant que « notre époque fait l'expérience d'une grande peur face aux vastes contours de la globalisation. Et la peur se retourne souvent contre les personnes qui sont étrangères, différentes, pauvres, comme si elles étaient des ennemis ». Pour lui, « l'avenir d'un monde global est de vivre ensemble ». « Cet idéal requiert l'engagement de construire des ponts, tenir le dialogue ouvert, continuer à se rencontrer ». Il termine son plaidoyer par une mise en garde des comportements humains: « Comment est-il possible, après les tragédies du XXe siècle, de retomber dans cette logiques absurde ? ».